# Ludność Koszalina
Ludność Koszalina – dane statystyczne dotyczące mieszkańców Koszalina w ujęciu historycznym.

## Wykaz statystyczny
- 1846 – 8 114 (w tym 210 Żydów)[1]
- 1861 – 11 303   (w tym 218 Żydów)[1]
- 1865 – 12 094   (w tym 257 Żydów)[1]
- 1871 – 13 361   (w tym 281 Żydów)[1]
- 1875 – 14 814[2]
- 1880 – 16 834[2]   (w tym 361 Żydów)[1]
- 1885 – 17 277[2][3]   (w tym 303 Żydów)[1]
- 1890 – 17 810   (w tym 323 Żydów)[2]
- 1895 – 18 935   (w tym 317 Żydów)[1]
- 1905 – 21 474   (w tym 224 Żydów)[1]
- 1910 – 23 327   (w tym 185 Żydów)[1]
- 1925 – 28 812   (w tym 170 Żydów)[2]
- 1930 – 30 289   (w tym 151 Żydów)[1]
- 1933 – 30 389   (w tym 123 Żydów)[2]
- 1939 – 33 479
- 1946 – 17 115[4]
- 1950 – 22 011[4]
- 1955 – 37 514
- 1960 – 44 410[4]
- 1961 – 46 400
- 1962 – 48 000
- 1963 – 50 000
- 1964 – 51 700
- 1965 – 53 203
- 1966 – 55 200
- 1967 – 59 900
- 1968 – 61 500
- 1969 – 62 900
- 1970 – 65 200[4]
- 1971 – 66 790
- 1972 – 69 200
- 1973 – 72 800
- 1974 – 75 073
- 1975 – 77 620
- 1976 – 80 000
- 1977 – 82 500
- 1978 – 86 400[4]
- 1979 – 90 000
- 1980 – 93 460
- 1981 – 94 267
- 1982 – 96 227
- 1983 – 97 849
- 1984 – 99 543
- 1985 – 101 280
- 1986 – 103 266
- 1987 – 104 687
- 1988 – 105 541[4]
- 1989 – 107 580
- 1990 – 108 697
- 1991 – 109 832
- 1992 – 110 793
- 1993 – 111 140
- 1994 – 111 688
- 1995 – 111 480
- 1996 – 111 912
- 1997 – 112 096
- 1998 – 112 375
- 1999 – 109 941
- 2000 – 108 899
- 2001 – 108 582
- 2002 – 108 480[4]
- 2003 – 107 877
- 2004 – 107 773
- 2005 – 107 886
- 2006 – 107 693
- 2007 – 107 376
- 2008 – 107 307
- 2009 – 107 986
- 2010 - 108 057
- 2011 - 109 248
- 2012 - 109 343
- 2013 (31 III) - 109 312
- 2014 - 108 605[5]

## Powierzchnia Koszalina
- 1995 – 83,20 km²
- 2006 – 83,32 km²
- 2010 – 98,34 km²

## Piramida wieku
Piramida wieku mieszkańców Koszalina w 2014 roku.